# Araraquara
Araraquara è una città del Brasile nello Stato di San Paolo, parte della mesoregione di Araraquara e della microregione omonima.

## Geografia fisica

### Clima
La temperatura media annuale è di +21,7 C La temperatura media del mese più freddo, luglio, è di +18,2 °C quella del mese più caldo, febbraio, +24,1 °C.

## Storia
Il primo nucleo del centro abitato di Araraquara nacque negli ultimi anni del XVIII secolo con l'arrivo di Pedro José Neto, che costruisce una piccola cappella in onore di San Benedetto.
Il 22 agosto 1817 fu fondata la parrocchia di San Benedetto di Araraquara.
Nel 1833 diventa comune denominato San Benedetto di Araraquara.
Nel 1889 il comune cambiò denominazione in Araraquara.
La canna da zucchero fu la principale coltura della prima metà del XIX secolo, sostituita dal caffè nella seconda metà, quando il caffè diventa la principale risorsa fino alla crisi mondiale del 1929.
Grazie al caffè, migliaia di immigrati italiani sono arrivati ad Araraquara, dunque nel censimento di 1902 il 54% dei residenti in città erano italiani.

## Geografia antropica

### Frazioni
Le frazioni del comune di Araraquara sono:
- Bueno de Andrada
- Vila Xavier

## Società

### Etnie e minoranze straniere
I cittadini del comune sono delle etnie:
- Europei: 71,84%
- Mulatti: 21,33%
- Africani: 5,71%
- Asiatici: 1,02%
- Americani: 0,10%

### Religione
Il Cristianesimo è presente nel comune come segue:

### Cattolicesimo
La chiesa cattolica nel comune fa parte della Diocesi di São Carlos.

### Protestantesimo
In città sono presenti le credenze evangeliche più diverse, principalmente pentecostali, compresa la Chiesa Assemblee di Dio brasiliana (la più grande chiesa evangelica del paese), Chiesa Congregazione cristiana nel Brasile, tra gli altri. Queste denominazioni crescono sempre di più in tutto il Brasile.

## Cultura

### Istruzione

#### Università
- UNESP - Universidade Estadual Paulista
- Uniara - Centro Universitário de Araraquara
- UNIP - Universidade Paulista

## Sport

### Calcio
La squadra principale della città è la Ferroviária, militante nella massima divisione statale. È la città natale dell'ex calciatore della nazionale brasiliana Careca.

## Infrastrutture e trasporti

### Strade
La principale via d'accesso alla città è l'autostrada BR-364, che unisce San Paolo con gli stati occidentali come il Mato Grosso e l'Acre. Presso Araraquara la BR-364 s'incrocia con la SP-255, un'autostrada che unisce Ribeirão Preto con Taquarituba, nel sud-ovest dello stato di San Paolo.

### Aeroporti
L'aeroporto di Araraquara è servito da voli interni.